# 對馬京子
對馬 京子（つしま きょうこ、1968年3月5日 - ）は、女性タレント、ラジオパーソナリティ、司会者、MC。2010年1月より「對馬京子」と漢字表記を変更し、現在もそちらを使用している。オフィスCHKを経て、現在は、フリー。京都市「DO YOU KYOTO?」大使。愛称つしきょん、新京極のマドンナ、マリリン。別名、杉たま、メイデン京子。
又、一部リスナーからは「姐さん」と呼ばれ絶大な人気をほこる。5歳下の元夫との間に1男あり。

## 来歴・人物
京都生まれ京都育ち。帝国女子高等学校、帝国女子大学（現大阪国際大学）家政学部卒業。近所のレコード店、ビックアップ、タワーレコード、新京極のパンクショップなどで働き、大学在学中に、京都CHKアナウンススクールに通い「びわ湖タワーへ行こう！」の堀井哲郎に師事。イベント司会など実績を積み、大学卒業後はラジオ大阪で露の都との番組でラジオデビュー。1995年からは、KBS京都ラジオで番組を担当。順調にスキルアップしてFM OSAKA・KBS京都などに週に4本のレギュラー番組を抱えた。出産と育児で1999年から2001年3月まで1年半産休を取るが、2001年より『サンデーチューナップKyoto』のパーソナリティーとして復帰。その後『YAMAMORIラジオ!』『森谷威夫のお世話になります!!』のアシスタントを経て、KBS京都ラジオ『サタデーチューンナップKYOTO』を担当した。
趣味は、マラソン。京都マラソン、東京マラソン、大阪マラソン等に参加している。
自称「ゆるキャラ評論家、ゆるキャラ博士」でもある。
2009年から2011年途中まで、AFB41（エーエフビーフォーティーワン）のドラマーをしていて、ライブハウスや大津ジャズフェスティバルなどで演奏していた。2012年12月、AFB41に復帰。芸名はメイデン京子。ライブハウスで秋人と共演したりもしている。高校時代も、ガールズバンド「セミ」（一夏の恋セミ、セミヌードをかけて命名）でベースやドラムを担当し、ライブハウスに出ていた。
子供の頃は、オルガン、その次に、バレエを習い、バレエでは京都会館第二ホールのステージに立った。
エコ音楽イベント「Live! Do you Kyoto?」、その後始まった「クリーンアップ京都」と関わっている。KBS京都ラジオで日曜日の朝に番組（初めてのKBS京都での番組）をしていた時の1回目のゲストが秋人だった。
若宮てい子のハイヤングKYOTOにリスナーとして電話出演した（メディア初登場）。ハイヤンを聴いていて、若宮てい子に憧れてDJになろうと思った。若宮とつボイノリオの入り待ちをしていた。
サンテレビの釣り番組やハウツーものの釣りビデオに出演していた。バスプロにバス釣りを習い、琵琶湖を始め霞ヶ浦や富士五湖でロケをしていた。
父方の祖父は、竜や麒麟を得意とした近代日本画家の對馬白龍（つしま はくりゅう、1904年 - 1984年）。
氷室京介、トム・クルーズファン。阪神タイガースファンを経て2020年頃から楽天ファン。西川遥輝好き。豹柄好き。

## 出演

### 現在
- 京都リビングエフエム
  - なやまっちラジオ（第2金曜 生放送12:30-13:00、2016年4月8日 12:00-13:00、2019年10月11日より 60分番組に）メインパーソナリティ對馬京子（当初「杉 たま」）、小林満
  - 木下晃一✩キラキラ（月曜 18:00-18:30、2021年4月5日 - ）木下晃一、對馬京子
  - 845歌謡ベストテン（月曜 15:00-18:00生放送 2025年4月-）（土曜日、日曜日15:00-18:00再放送）

- FMおとくに
  - ～朝活ラジオ～木下晃一　おはようFresh!（火曜 8:30-9:00）パーソナリティ　木下晃一・對馬京子　漢方薬舗 花緑堂

- CTY-FM
  - 「ゲツキン！健康ショッピング」＠ctyfm　月曜日から金曜日（午前9:54～9:59）の毎日、オンエア！2023年6月5日スタート！

### 過去
- KBS京都ラジオ
  - サンデーチューナップKYOTO～日曜!生です!京子です!～（1994年10月1日 - 1999年、2001年3月 - 2006年3月26日）パーソナリティー（先述の通り、1999年から2001年3月まで1年半産休を挟んでいる）後番組は「日曜ワイド われら夢の途中」。
  - 「對馬京子サタデーチューンナップKYOTO」（土曜日午前7時30分）
  - KYOTO COLLEGE FREAK RADIO（1997年）※番組スタッフの中に現役学生を起用。新入社員の森谷が見学
  - YAMAMORIラジオ! （2003年4月 - 2005年3月）月曜・火曜のアシスタント
  - ただ今勤務中!森谷威夫のお世話になります! （2005年4月4日 - 2011年3月31日）2010年3月までは水曜・木曜、2010年4月からは月曜〜木曜のアシスタント
  - 山崎弘士のGOGOリクエスト - 海外ツアー中の山崎弘士の代役
  - サテスタ リバイバルウイーク 2011〜フィナーレ（2011年11月20日(日)12:00〜13:00、京都高島屋1階ゆとりうむサテライトスタジオ） - 森谷威夫、鈴木美智子、村上祐子
  - サンデースペシャル 森谷威夫のお世話になります!! in 新風館（2012年3月4日 12:00 - 13:00）ワライナキ
  - みんなでつなぐ スペシャル（2012年3月10日 12:00 - 14:00 京都市市民防災センター）森谷威夫、妹尾和夫

- KBS京都テレビ&KBS京都ラジオ
  - アクセスKBS（2010年） - 広報番組。「KBS京都に望むこと」（ラジオは音声のみ）
- KBS京都テレビ
  - カモン！KBS（-2011年3月） - 3分間の番宣番組。お世カンのメンバーと出演
- KBS滋賀
  - さんさんわいど滋賀　- 露の吉次、笑福亭伯枝、笑福亭恭瓶（1996年4月1日 - 1999年）自主降板した滝トール師匠の後任。自ら志願して、師匠の伊吹山での最後のリポートに密着し、懇切丁寧に教えてもらう。ラジオ祭りで南京玉すだれを披露。入社数日の森谷が伯枝となぞかけを競う
- e-radio
  - SMILE（金7:30〜13:00）川本勇（2009年10月 - 2010年3月） - 番組内の愛称「つっしー」
- FM OSAKA
  - MUSE MIX（土曜夜） - 最新の邦楽・洋楽番組。
  - MUSIC CUBE
- ラジオ関西
  - CRK MUSIC HEADS（2013年4月4日 - 6月27日、木曜 22:00 - 24:00、生放送）秋人。後任は妃月洋子。